# Cycling Team Bert Story-Piels
El Cycling Team Bert Story-Piels (codi UCI: BSP) va ser un equip ciclista neerlandès professional en ruta.
No s'ha de confondre amb el posterior equip Cyclingteam Jo Piels.

## Principals resultats
- Groningen-Münster: Tom Cordes (2001)
- ZLM Tour: Peep Mikli (2001)
- Circuit del País de Waes: Peter van Agtmaal (2002)
- Memorial Philippe Van Coningsloo: Peter van Agtmaal (2002)
- Ronda van Midden-Nederland: Marvin van der Pluijm (2003)
- Gran Premi Criquielion (Beyne-Heusay): Reinier Honig (2003)
- Ronde van Midden-Brabant: Germ van der Burg (2004)
- Dorpenomloop Rucphen: Fulco van Gulik (2005)
- Tour d'Overijssel: Arno Wallaard (2005)
- Gran Premi Eaux Minérales de Beckerich: Arno Wallaard (2005)

## Classificacions UCI
Fins al 1998 els equips ciclistes es trobaven classificats dins l'UCI en una única categoria. El 1999 la classificació UCI per equips es dividí entre GSI, GSII i GSIII. D'acord amb aquesta classificació els Grups Esportius I són la primera categoria dels equips ciclistes professionals. La següent classificació estableix la posició de l'equip en finalitzar la temporada.
| Temporada | Classificació per equips | Millor ciclista en la classificació individual |
| --------- | ------------------------ | ---------------------------------------------- |
| 2002      | 27è (GSIII)              | Peter van Agtmaal (931è)                       |
| 2003      | 40è (GSIII)              | Marvin van der Pluijm (904è)                   |
| 2004      | 50è (GSIII)              | Fulco van Gulik (842è)                         |

A partir del 2005, l'equip participa en els Circuits continentals de ciclisme.
UCI Europa Tour
| Temporada | Classificació per equips | Millor ciclista en la classificació individual |
| --------- | ------------------------ | ---------------------------------------------- |
| 2005      | 67è                      | Arno Wallaard (84è)                            |